# 克爾普夫山
46°55′0.4″N 9°5′35.3″E / 46.916778°N 9.093139°E

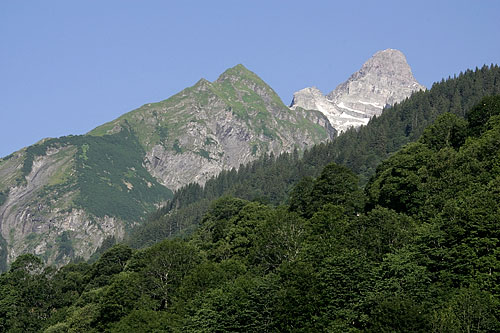

克爾普夫山（Kärpf），是瑞士的山峰，位於該國東部，由格拉魯斯州負責管轄，屬於格拉魯斯山的一部分，海拔高度2,794米，每年平均降雨量1,929毫米。